# Taira no Kiyomori
Taira no Kiyomori (平清盛?; 1118 – 20 marzo 1181) è stato un leader militare del tardo periodo Heian giapponese, ricordato per aver stabilito il primo governo militare samuraico nella storia del Giappone.

## Biografia

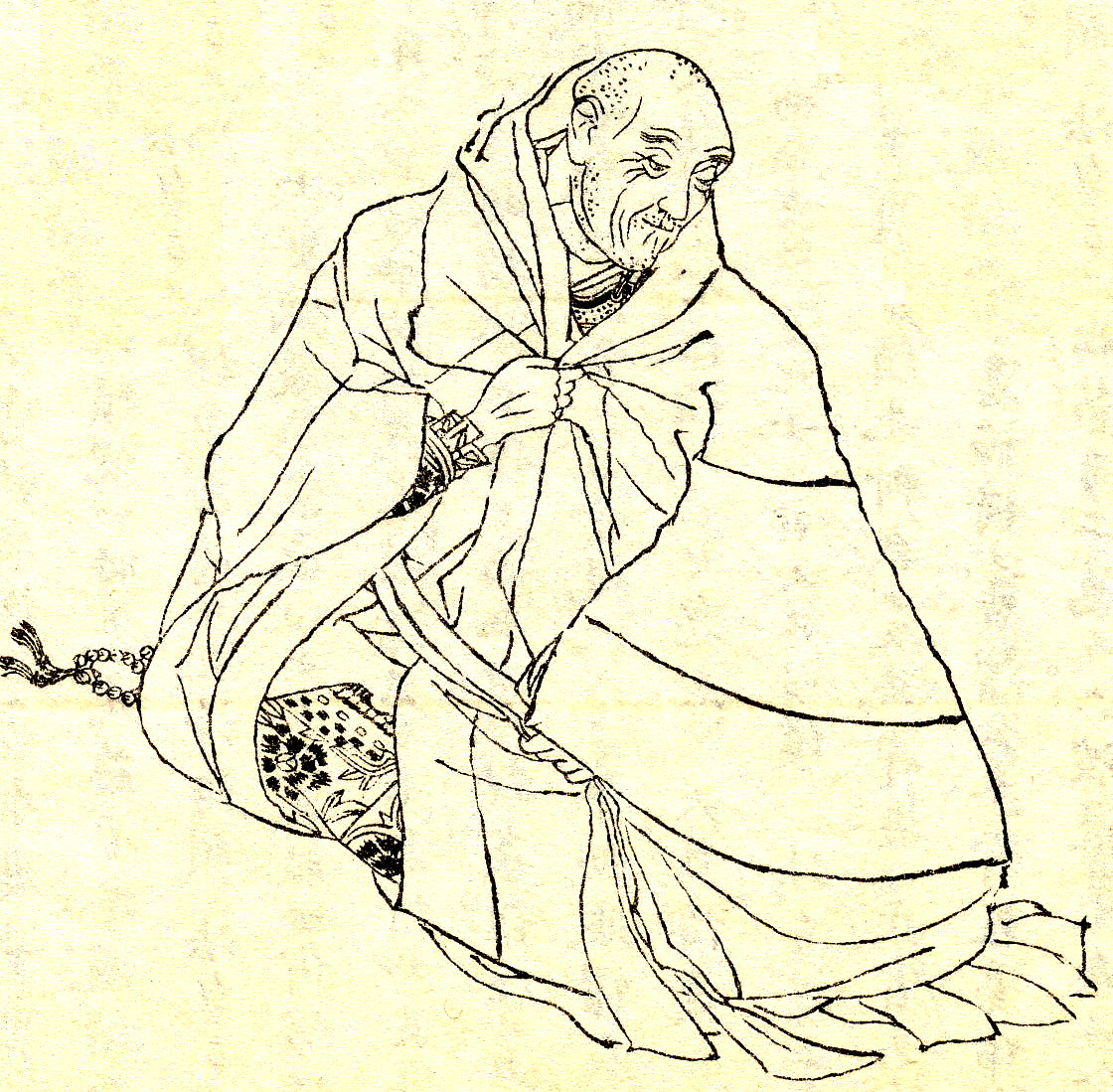
Taira no Kiyomori anziano, illustrazione di Kikuchi Yōsai

Nacque come primogenito del capo del clan Taira di Ise, Taira no Tadamori, il 10 febbraio del 1118 (18 gennaio del sesto anno dell'era Eikyū), probabilmente nella zona provinciale o urbana della città di Kyoto. La tradizione vuole che il padre biologico fosse l'Imperatore in ritiro Shirakawa. Kiyomori non era figlio della moglie legale di Tadamori, e la madre biologica è a tutt'oggi sconosciuta. A fare chiarezza ci aiutano alcune fonti: lo Chūyūki, un diario scritto da Fujiwara no Munetada, aristocratico contemporaneo ai fatti, riporta che si trattasse di una dama di corte che serviva l'ex-imperatore in ritiro Shirakawa e che andò in sposa a Tadamori, la quale con molta probabilità morì nel primo anno dell'era Hōan (1120 d.C.). Invece, alcuni libri del sistema kataribonkei dello Heike monogatari riportano come vera madre di Kiyomori Gion no Nyōgo, la concubina favorita dell'imperatore Shirakawa, mentre il sistema yomibonkei di epoca Engyou riporta come vera madre di Kiyomori una dama di corte di medio rango della stessa Gion no Nyōgo. Inoltre, stando a documenti d'archivio del santuario di Konomiya della provincia di Ōmi, la genealogia detta "Busshari sōshō keizu", la vera madre di Kiyomori sarebbe stata la sorella minore di Gion no Nyōgo, ma questa avrebbe poi adottato il nipote come proprio figlio facendogli da tutrice e approfittando del proprio ascendente a corte derivante dall'essere la favorita dell'Imperatore per farlo dichiarare figlio legittimo di Taira no Tadamori.
Dopo la morte del padre Taira no Tadamori nel 1153, Kiyomori assunse il controllo del clan Taira e si introdusse ambiziosamente nel contesto politico in cui in precedenza aveva avuto solo un ruolo minore. Nel 1156, lui e Minamoto no Yoshitomo, capo del clan Minamoto, sedarono la ribellione di Hōgen, facendo guadagnare alle rispettive famiglie un ruolo di primo piano tra i clan samuraici di Kyoto. Tuttavia, questo portò i due ex alleati a maturare un'acerrima rivalità, che raggiunse il punto di non ritorno tre anni più tardi, durante la ribellione di Heiji nel 1159. Kiyomori, che ne uscì vittorioso con l'uccisione di Yoshitomo, era ora il capo della più potente famiglia guerriera di Kyoto (anche se l'effettivo potere del clan Taira e l'influenza nelle province in questo momento storico sono ancora materia di dibattito tra gli studiosi).

Grazie al suo status di capo del più potente clan guerriero giapponese del periodo, Kiyomori era in una posizione privilegiata per manipolare a proprio vantaggio la rivalità tra l'Imperatore in pensione, Go-Shirakawa, e suo figlio, Nijō. In questo modo, attraverso la protezione e il mecenatismo di Shirakawa, Taira no Kiyomori poté ottenere promozioni che gli consentirono di accedere a ruoli sempre più prestigiosi nella vita di corte, mentre alla sua famiglia venivano accordati numerosi ranghi e titoli. Questa scalata politica culminò nel 1167, quando Kiyomori divenne il primo cortigiano di una famiglia guerriera ad essere nominato Daijō Daijin, primo ministro del governo, e perciò amministratore de facto del governo imperiale. Come accadeva di norma, abbandonò presto il ruolo di capo del clan Taira, privandosi dei relativi compiti, con l'obiettivo di mantenere il prestigio sociale e politico derivante dal ricoprire la più alta carica del paese. Questa era una pratica comune tra coloro che avevano impieghi ai livelli più alti della politica giapponese, in tal modo Kiyomori desiderava affermare la propria posizione di forza all'interno del governo giapponese. Tuttavia molti nobili non vedevano di buon occhio il fatto che Kiyomori avesse raggiunto il potere, né approvavano i rapporti che aveva con la nobiltà di corte.

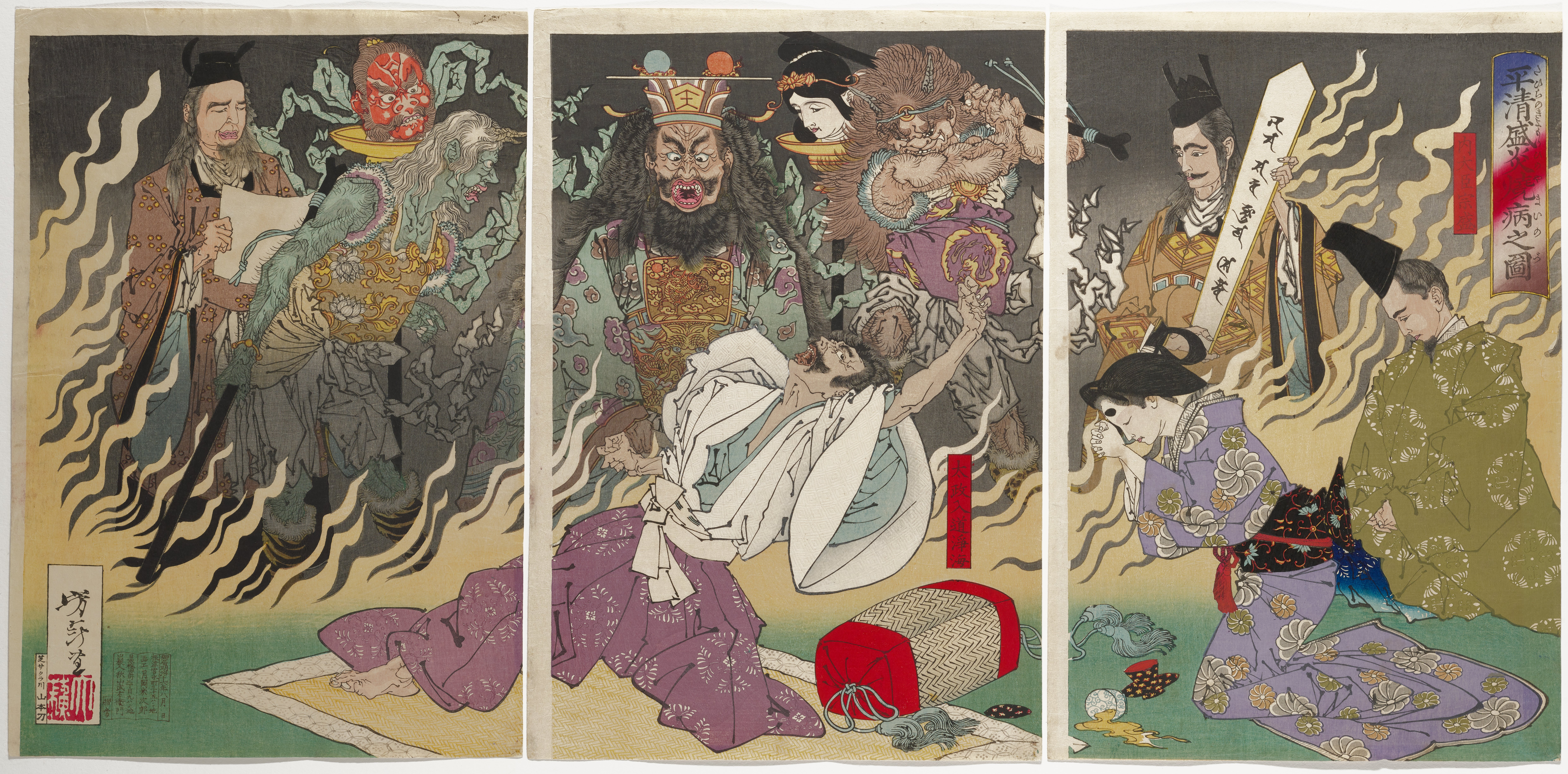
Taira no Kiyomori malato ha allucinazioni in cui vede i fantasmi delle sue vittime in una stampa del 1883 opera del pittore Tsukioka Yoshitoshi.

Nel 1171, Kiyomori organizzò il matrimonio tra l'Imperatore Takakura e sua figlia Tokuko. Il loro primo figlio, il futuro Antoku, nacque nel 1178.. L'anno successivo, nel 1179, Kiyomori fece un colpo di stato costringendo tutti i suoi rivali presenti nel governo alle dimissioni, e poi li esiliò. Successivamente conferì ai propri alleati e parenti i ruoli di governo precedentemente ricoperti dai suoi rivali, e imprigionò l’Imperatore Go-Shirakawa. Infine, nel 1180 Kiyomori costrinse Takakura ad abdicare in favore del principe Tokihito, che divenne l’Imperatore Antoku.
Con l'esercizio del potere e grazie alla ricchezza accumulata, Taira no Kiyomori esercitò un tale monopolio sull'autorità che molti dei suoi alleati, la maggior parte dei samurai di provincia e anche alcuni membri del suo clan si rivoltarono contro di lui. Il principe Mochihito, fratello dell'imperatore Takakura, spinse i vecchi rivali di Kiyomori del clan Minamoto a sollevarsi contro i Taira, dando così inizio alla guerra Genpei, nel 1180. Kiyomori morì l'anno seguente a causa di una malattia, lasciando il figlio Munemori a condurre la guerra e a tentare di arginare la caduta e la distruzione del clan Taira per mano del clan Minamoto nel 1185.
Lo Heike monogatari, incentrato sulle vicende della famiglia Taira, afferma che mentre stava morendo, Kiyomori soffriva di una febbre talmente alta che chi fosse passato accanto a lui sarebbe rimasto ustionato dal calore emesso dal corpo.

## Discendenza
Dall'unione con la dama Ni-dono, Kiyomori ebbe diversi figli, molti dei quali compaiono nell'Heike monogatari, racconto epico giapponese che narra la fine del clan Taira:
- Taira no Shigemori (1138-1179), morto prima del padre;
- Taira no Motomori;
- Taira no Munemori (1147-1185);
- Taira no Tomomori (1151-1185), generale del clan Taira durante l'ultima fase della guerra Genpei, è stato sconfitto a Dan-no-ura. Si suicidò durante la battaglia;
- Taira no Shigehira (1156-1185), catturato a Dan-no-ura e giustiziato per aver dato fuoco ai templi di Nara;
- Taira no Tomonori; (1152–1185). Durante la battaglia di Dan-no-ura, Tomomori si unì a molti membri del suo clan nel suicidarsi. Si legò un'ancora ai piedi e si gettò in mare.
- Taira no Kiyofusa;
- Taira no Tokuko (1155-1213), moglie dell'imperatore Takakura (col nome di Kenreimon-in) e madre di Antoku.

## Cariche e titoli
- 1146: nominato governatore della provincia di Aki;
- 1153: diventa capo del clan Taira;
- 1158: nominato assistente governatore generale di Daifuzu (un ufficio governativo nelle Kyushu);
- 1160: nominato consigliere di corte;
- 1167: diventa Daijō-daijin, primo ministro, la posizione più alta della corte.

## Riferimenti culturali
Taira no Kiyomori è il personaggio principale dello Heike monogatari, racconto epico di epoca Kamakura.
La pellicola del 1955 Shin Heike monogatari di Kenji Mizoguchi (il cui titolo è stato tradotto anche come La saga del clan Taira, Racconti del clan Taira e L’eroe sacrilego) presenta una trama basata sul romanzo di Eiji Yoshikawa (1950), che a sua volta è una rivisitazione del poema epico del XIV secolo Heike monogatari. A differenza di molte altre narrazioni, il film di Mizoguchi include solo la storia della giovinezza di Taira no Kiyomori, descrivendolo come un personaggio eroico, soprattutto nell’ostacolare il potere di monaci armati particolarmente tirannici. Un esempio di ciò è il discorso alla tomba di suo padre: «Padre, con due frecce dal mio arco ho distrutto una superstizione che ha afflitto gli uomini per secoli. I cortigiani e i sacerdoti hanno cercato di perseguitarmi per blasfemia. Ma gli altri mi hanno sostenuto, più di quanto mi aspettassi. Alcuni di loro sono signori, anche. Padre, ci aspetta una battaglia più grande. Ma rimango imperterrito. Non importa in che modo mi colpiranno, risorgerò». 
Il film si conclude con Kiyomori che si avvicina ad alcuni nobili intenti a danzare, giurando a se stesso: «Danzate, miei signori, danzate. La vostra fine è vicina. Il domani sarà nostro!»
Taira no Kiyomori fu rappresentato dagli artisti xilografi del XIX secolo come esempio edificante di punizione delle colpe, come mostra la stampa di Yoshitoshi. La stampa nota col nome di La visione di Kiyomori di Utagawa Hiroshige raffigura l'attore Nakamura Utayemon IV nel personaggio di Kiyomori, mentre vede trasformarsi in ossa e teschi ammassati il proprio giardino coperto di neve. Un riferimento a tutti gli avversari che Kiyomori aveva sconfitto nel corso della propria vita.
Kiyomori appare nel videogioco Warriors Orochi 2, in cui combatte per l'esercito di Orochi e utilizza rosari buddhisti come arma. Appare anche in un altro videogioco, Dynasty Warriors Strikeforce, come boss, in una delle missioni del gioco. Inoltre, è il principale antagonista nel videogioco Harukanaru Toki no Naka De 3.
Kiyomori appare anche come antagonista nella serie Phoenix di Osamu Tezuka nella prima metà del nono volume, Turbulent Times (rititolato Civil War in inglese), un altro racconto epico della guerra Genpei. Come la maggior parte degli antagonisti della serie, Kiyomori desidera la Fenice per il suo sangue che garantisce l’immortalità, a causa del suo desiderio di continuare a guidare e proteggere il clan Taira e della mancanza di fiducia nei suoi successori, ma finisce per essere imbrogliato e indotto a comprare invece un pavone importato.
Compare nella serie televisiva Yoshitsune del 2005.
Il taiga dorama della NHK del 2012 è ispirato a lui e alla sua storia.
Kiyomori appare inoltre, nelle vesti di uno dei personaggi principali, nella serie animata Heike Monogatari, rifacimento in chiave moderna dell'omonimo racconto epico del XIV secolo.